# Radoslav Jankov
Radoslav Jankov (Smoljan, 26 januari 1990) is een Bulgaarse snowboarder. Hij vertegenwoordigde zijn vaderland op de Olympische Winterspelen 2014 in Sotsji en op de Olympische Winterspelen 2018 in Pyeongchang.

## Carrière
Op de FIS wereldkampioenschappen snowboarden 2007 in Arosa eindigde Jankov als 45e op de parallelslalom, op de parallelreuzenslalom werd hij gediskwalificeerd in de kwalificaties. Bij zijn wereldbekerdebuut, in oktober 2007 in Landgraaf, scoorde de Bulgaar direct wereldbekerpunten. Tijdens de FIS wereldkampioenschappen snowboarden 2009 in Gangwon eindigde hij als 29e op de parallelslalom en als 39e op de parallelreuzenslalom.
In La Molina nam Jankov deel aan de FIS wereldkampioenschappen snowboarden 2011. Op dit toernooi eindigde hij als 33e op de parallelslalom en als 51e op de parallelreuzenslalom. Op de FIS wereldkampioenschappen snowboarden 2013 in Stoneham eindigde de Bulgaar als 34e op de parallelslalom en als 41e op de parallelreuzenslalom. Tijdens de Olympische Winterspelen van 2014 in Sotsji eindigde hij als 21e op de parallelslalom en als 25e op de parallelreuzenslalom.
In Kreischberg nam Jankov deel aan de FIS wereldkampioenschappen snowboarden 2015. Op dit toernooi eindigde hij als 27e op de parallelslalom en als 32e op de parallelslalom. Op 12 december 2015 boekte hij in Carezza zijn eerste wereldbekerzege. In het seizoen 2015/2016 won de Bulgaar de wereldbeker parallel. Op de FIS wereldkampioenschappen snowboarden 2017 in de Spaanse Sierra Nevada eindigde de Jankov als vierde op de parallelreuzenslalom en als zesde op de parallelslalom. In het seizoen 2016/2017 won hij de wereldbeker parallelreuzenslalom. Tijdens de Olympische Winterspelen van 2018 in Pyeongchang eindigde de Bulgaar als negentiende op de parallelreuzenslalom.

## Resultaten

### Olympische Winterspelen
| Jaar | Plaats      | Resultaten                                  |
| ---- | ----------- | ------------------------------------------- |
| 2014 | Sotsji      | 21e Parallelslalom 25e Parallelreuzenslalom |
| 2018 | Pyeongchang | 19e Parallelreuzenslalom                    |
| 2022 | Peking      | 15e Parallelreuzenslalom                    |

### Wereldkampioenschappen
| Jaar | Plaats        | Resultaten                                  |
| ---- | ------------- | ------------------------------------------- |
| 2007 | Arosa         | 45e Parallelslalom DSQ Parallelreuzenslalom |
| 2009 | Gangwon       | 29e Parallelslalom 39e Parallelreuzenslalom |
| 2011 | La Molina     | 33e Parallelslalom 51e Parallelreuzenslalom |
| 2013 | Stoneham      | 34e Parallelslalom 41e Parallelreuzenslalom |
| 2015 | Kreischberg   | 27e Parallelslalom 32e Parallelreuzenslalom |
| 2017 | Sierra Nevada | 6e Parallelslalom 4e Parallelreuzenslalom   |
| 2019 | Park City     | 7e Parallelslalom 26e Parallelreuzenslalom  |
| 2021 | Rogla         | 13e Parallelslalom 19e Parallelreuzenslalom |
| 2023 | Bakoeriani    | 7e Parallelslalom 32e Parallelreuzenslalom  |

### Wereldbeker
Eindklasseringen
| Seizoen   | Algm | PAR    | PGS    | PSL   |
| --------- | ---- | ------ | ------ | ----- |
| 2007/2008 | 217e | 52e    | –      | –     |
| 2008/2009 | 215e | 47e    | –      | –     |
| 2009/2010 | 258e | 59e    | –      | –     |
| 2010/2011 | 101e | 50e    | –      | –     |
| 2011/2012 | –    | 53e    | –      | –     |
| 2012/2013 | –    | 49e    | 48e    | 43e   |
| 2013/2014 | –    | 50e    | 44e    | 53e   |
| 2014/2015 | –    | 29e    | 32e    | 31e   |
| 2015/2016 | –    | Goud   | Zilver | Brons |
| 2016/2017 | –    | Zilver | Goud   | 15e   |
| 2017/2018 | –    | 6e     | 8e     | 10e   |

Wereldbekerzeges
| Datum            | Plaats      | Onderdeel            |
| ---------------- | ----------- | -------------------- |
| 12 december 2015 | Carezza     | Parallelreuzenslalom |
| 8 januari 2016   | Bad Gastein | Parallelslalom       |
| 3 februari 2017  | Bansko      | Parallelreuzenslalom |
| 12 december 2024 | Carezza     | Parallelreuzenslalom |